# Poa dentigluma
Poa dentigluma är en gräsart som beskrevs av Oscar Tovar. Poa dentigluma ingår i släktet gröen, och familjen gräs. Inga underarter finns listade i Catalogue of Life.